# Serra João do Vale
Serra João do Vale är kullar i Brasilien. De ligger i den östra delen av landet, 1 600 km nordost om huvudstaden Brasília.
Serra João do Vale sträcker sig 26,2 km i öst-västlig riktning. Den högsta toppen är Serra do João do Vale, 731 meter över havet.
Omgivningarna runt Serra João do Vale är huvudsakligen savann. Runt Serra João do Vale är det glesbefolkat, med 19 invånare per kvadratkilometer.